# Carrapicho
Carrapicho is een Braziliaanse band.

## Biografie
Carrapicho werd in 1980 opgericht in Manaus. In 1996 werd de band wereldwijd bekend toen de Franse producent Patrick Bruel Tic, Tic Tac hoorde. Hij lanceerde het nummer in Frankrijk, waar de single de eerste plaats wist te behalen.

## Discografie
| Single met hitnotering(en) in de Vlaamse Ultratop 50 | Datum van verschijnen | Datum van binnenkomst | Hoogste positie | Aantal weken | Opmerkingen |
| ---------------------------------------------------- | --------------------- | --------------------- | --------------- | ------------ | ----------- |
| Tic, Tic, Tac                                        | 1996                  | 20-07-1996            | 6               | 15           |             |